# دينيس توماسوس
دينيس توماسوس (بالإنجليزية: Denyse Thomasos)‏‏ (10 أكتوبر 1964 في بورت أوف سبين - 19 يوليو 2012 في نيويورك) رسامة من كندا.

## التعليم
تعلمت دينيس توماسوس في:
- كلية الفنون في جامعة ييل [الإنجليزية]‏
- جامعة تورنتو
- Skowhegan School of Painting and Sculpture [الإنجليزية]‏

## الجوائز
حصلت دينيس توماسوس على الجوائز الآتية:
- زمالة غوغنهايم